# Прва лига Мађарске у фудбалу 2017/18.

Прва лига Мађарске у фудбалу (званично ОТП Банк лига - OTP Bank Liga), или кратко НБ1, сезона 2017/18. је било 116 (119). првенство мађарске прве лиге у фудбалу. Сезона је почела 14. јула 2017. године и бранилац титуле је био Хонвед а нови првак је постао Видеотон. Најбољи стрелац првенства је постао Давид Ланзафан са 18 постигнутих голова.
Жребање за првенство је обављено 20. јуна 1917. године, 33 кола су подељена на два дела. Деветнаест кола је одиграно у 2017. години а преосталих 14. у 2018.

### Стадиони и локације
Преглед тимова, њихових стадиона и локација са капацитетом
Белешке
- белешка 1.: Стадион Диошђер (1939) је срушен 2016, а њихов нови стадион још није био спреман. Због неспремности стадиона Диошђер је своје утакмице као домћин играо Мезекевешди стадиону и Нађерде стадиону.[7]
- белешка 2.: ФК Сомбатхељ је своје мечеве као домаћин играо на Капосташ утца стадиону, у Шопрону пошто је њихов оригинални стадион Стадион Рохонци ут срушен 2016. Од 21. новембра 2017. Сомбатхељ је почео да игра на свом новом стадиону Стадион Халадаш Шпорткомплексум.[8]
- белешка 3.: Вашашев оригинални стадион, Иловски Рудолф) је срушен а нови стадион Стадион Нандор Хидегкути је још био у изградњи.
- белешка 4.: Видеотонов оригинални стадион, Стадион Шошто је срушен током 2016. године, док је нови, Стадион Шошто још био у изградњи.

| Балмазујварош                   | Дебрецин | Диошђер | Ференцварош           |
| ------------------------------- | --- | --- | --------------------- |
| Градски стадион                 | Стадион Нађерде | Стадион Диошђер | Стадион Групама арена |
| Капацитет: 2.435                | Капацитет: 20.340 | Капацитет: 15.325 | Капацитет: 23.700     |
|                                 | | |                       |
| Халадаш                         | БудимпештаБудимпештански тимови : · Ференцварош · Хонвед · Ујпешт · ВашашБалмазујварошДебрецинДиошђерХаладашМезекевешдПакшПушкаш aкадемијаВидеотон Локација тимова током одигравања утакмица Прва лига Мађарске у фудбалу 2017/18. | БудимпештаБудимпештански тимови : · Ференцварош · Хонвед · Ујпешт · ВашашБалмазујварошДебрецинДиошђерХаладашМезекевешдПакшПушкаш aкадемијаВидеотон Локација тимова током одигравања утакмица Прва лига Мађарске у фудбалу 2017/18. | Хонвед                |
| Стадион Халадаш Шпорткомплексум | БудимпештаБудимпештански тимови : · Ференцварош · Хонвед · Ујпешт · ВашашБалмазујварошДебрецинДиошђерХаладашМезекевешдПакшПушкаш aкадемијаВидеотон Локација тимова током одигравања утакмица Прва лига Мађарске у фудбалу 2017/18. | БудимпештаБудимпештански тимови : · Ференцварош · Хонвед · Ујпешт · ВашашБалмазујварошДебрецинДиошђерХаладашМезекевешдПакшПушкаш aкадемијаВидеотон Локација тимова током одигравања утакмица Прва лига Мађарске у фудбалу 2017/18. | Стадион Божик Јожеф   |
|                                 | БудимпештаБудимпештански тимови : · Ференцварош · Хонвед · Ујпешт · ВашашБалмазујварошДебрецинДиошђерХаладашМезекевешдПакшПушкаш aкадемијаВидеотон Локација тимова током одигравања утакмица Прва лига Мађарске у фудбалу 2017/18. | БудимпештаБудимпештански тимови : · Ференцварош · Хонвед · Ујпешт · ВашашБалмазујварошДебрецинДиошђерХаладашМезекевешдПакшПушкаш aкадемијаВидеотон Локација тимова током одигравања утакмица Прва лига Мађарске у фудбалу 2017/18. |                       |
| Капацитет: 9.859                | БудимпештаБудимпештански тимови : · Ференцварош · Хонвед · Ујпешт · ВашашБалмазујварошДебрецинДиошђерХаладашМезекевешдПакшПушкаш aкадемијаВидеотон Локација тимова током одигравања утакмица Прва лига Мађарске у фудбалу 2017/18. | БудимпештаБудимпештански тимови : · Ференцварош · Хонвед · Ујпешт · ВашашБалмазујварошДебрецинДиошђерХаладашМезекевешдПакшПушкаш aкадемијаВидеотон Локација тимова током одигравања утакмица Прва лига Мађарске у фудбалу 2017/18. | Капацитет: 10.000     |
| Мезекевешд                      | БудимпештаБудимпештански тимови : · Ференцварош · Хонвед · Ујпешт · ВашашБалмазујварошДебрецинДиошђерХаладашМезекевешдПакшПушкаш aкадемијаВидеотон Локација тимова током одигравања утакмица Прва лига Мађарске у фудбалу 2017/18. | БудимпештаБудимпештански тимови : · Ференцварош · Хонвед · Ујпешт · ВашашБалмазујварошДебрецинДиошђерХаладашМезекевешдПакшПушкаш aкадемијаВидеотон Локација тимова током одигравања утакмица Прва лига Мађарске у фудбалу 2017/18. | Пакш                  |
| Градски стадион                 | БудимпештаБудимпештански тимови : · Ференцварош · Хонвед · Ујпешт · ВашашБалмазујварошДебрецинДиошђерХаладашМезекевешдПакшПушкаш aкадемијаВидеотон Локација тимова током одигравања утакмица Прва лига Мађарске у фудбалу 2017/18. | БудимпештаБудимпештански тимови : · Ференцварош · Хонвед · Ујпешт · ВашашБалмазујварошДебрецинДиошђерХаладашМезекевешдПакшПушкаш aкадемијаВидеотон Локација тимова током одигравања утакмица Прва лига Мађарске у фудбалу 2017/18. | Стадион Фехервари ут  |
| Капацитет: 4.183                | БудимпештаБудимпештански тимови : · Ференцварош · Хонвед · Ујпешт · ВашашБалмазујварошДебрецинДиошђерХаладашМезекевешдПакшПушкаш aкадемијаВидеотон Локација тимова током одигравања утакмица Прва лига Мађарске у фудбалу 2017/18. | БудимпештаБудимпештански тимови : · Ференцварош · Хонвед · Ујпешт · ВашашБалмазујварошДебрецинДиошђерХаладашМезекевешдПакшПушкаш aкадемијаВидеотон Локација тимова током одигравања утакмица Прва лига Мађарске у фудбалу 2017/18. | Капацитет: 6.150      |
|                                 | БудимпештаБудимпештански тимови : · Ференцварош · Хонвед · Ујпешт · ВашашБалмазујварошДебрецинДиошђерХаладашМезекевешдПакшПушкаш aкадемијаВидеотон Локација тимова током одигравања утакмица Прва лига Мађарске у фудбалу 2017/18. | БудимпештаБудимпештански тимови : · Ференцварош · Хонвед · Ујпешт · ВашашБалмазујварошДебрецинДиошђерХаладашМезекевешдПакшПушкаш aкадемијаВидеотон Локација тимова током одигравања утакмица Прва лига Мађарске у фудбалу 2017/18. |                       |
| Пушкаш aкадемија                | Ујпешт | Вашаш | Видеотон              |
| Стадион Панчо арена             | Стадион Ференца Сусе | Стадион Ференца Сусе | Стадион Панчо арена   |
| Капацитет: 3.816                | Капацитет: 13.501 | Капацитет: 13.501 | Капацитет: 3.816      |
|                                 | | |                       |

## Коначна табела
| Pos | Тим              | О  | П  | Н  | И  | ГД | ГП | ГР  | Бод. | Qualification or relegation                               |
| --- | ---------------- | -- | -- | -- | -- | -- | -- | --- | ---- | --------------------------------------------------------- |
| 1   | Видеотон         | 33 | 20 | 8  | 5  | 65 | 28 | +37 | 68   | Квалификовао се за Лигу шампиона−друго коло квалификација |
| 2   | Ференцварош      | 33 | 18 | 12 | 3  | 69 | 31 | +38 | 66   | Квалификовали се за Лигу Европа−прво коло квалификација   |
| 3   | Ујпешт           | 33 | 12 | 13 | 8  | 41 | 38 | +3  | 49   | Квалификовали се за Лигу Европа−прво коло квалификација   |
| 4   | Хонвед           | 33 | 13 | 8  | 12 | 50 | 53 | −3  | 47   | Квалификовали се за Лигу Европа−прво коло квалификација   |
| 5   | Дебрецин         | 33 | 12 | 8  | 13 | 53 | 47 | +6  | 44   |                                                           |
| 6   | Пушкаш aкадемија | 33 | 11 | 10 | 12 | 41 | 46 | −5  | 43   |                                                           |
| 7   | Пакш             | 33 | 11 | 9  | 13 | 43 | 48 | −5  | 42   |                                                           |
| 8   | Халадаш          | 33 | 11 | 5  | 17 | 35 | 50 | −15 | 38   |                                                           |
| 9   | Мезекевешд       | 33 | 9  | 10 | 14 | 35 | 52 | −17 | 37   |                                                           |
| 10  | Диошђер          | 33 | 10 | 6  | 17 | 44 | 53 | −9  | 36   |                                                           |
| 11  | Балмазујварош    | 33 | 8  | 12 | 13 | 39 | 46 | −7  | 36   | Испали из прве лиге                                       |
| 12  | Вашаш            | 33 | 9  | 7  | 17 | 38 | 61 | −23 | 34   | Испали из прве лиге                                       |

1. ↑  пошто се мађарског купа 2017/18., ФК Ујпешт, квалификовао за Европу због своје позиције на табели, његово место је препуштено четвртопласирном тиму ФК Хонвед

## Резултати
У прва 22. кола свака екипа је играла једна против другога по систему домаћин−гост. У преосталих 11. кола, првих шест екипа је играло шест мечева као домаћин и пет мечева као гост, док је преосталих шест екипа играло пет мечева као домаћин и шест као гост.

### Резултати од 1. до 22. кола
| Домаћин \ Гост   | BAL   | DEB   | DIÓ   | FER   | SZO   | HON   | MEZ   | PAK   | PUS   | ÚJP   | VAS   | VID   |
| ---------------- | ----- | ----- | ----- | ----- | ----- | ----- | ----- | ----- | ----- | ----- | ----- | ----- |
| Балмазујварош    | —     | 0 : 1 | 4 : 0 | 2 : 3 | 2 : 1 | 0 : 3 | 0 : 0 | 0 : 0 | 2 : 2 | 0 : 1 | 0 : 1 | 1 : 1 |
| Дебрецин         | 0 : 2 | —     | 3 : 1 | 0 : 0 | 1 : 1 | 1 : 0 | 1 : 2 | 3 : 2 | 3 : 0 | 1 : 2 | 4 : 1 | 2 : 5 |
| Диошђер          | 1 : 2 | 3 : 2 | —     | 2 : 1 | 1 : 2 | 2 : 1 | 2 : 1 | 2 : 4 | 2 : 2 | 1 : 2 | 5 : 0 | 2 : 3 |
| Ференцварош      | 5 : 0 | 2 : 1 | 2 : 0 | —     | 2 : 0 | 5 : 2 | 5 : 0 | 1 : 1 | 1 : 1 | 1–0   | 5 : 2 | 3 : 1 |
| Халадаш          | 3 : 1 | 1 : 0 | 0 : 3 | 2 : 1 | —     | 1 : 2 | 2 : 2 | 1 : 2 | 1 : 5 | 1 : 0 | 3 : 0 | 1 : 0 |
| Хонвед           | 2 : 2 | 1 : 3 | 2 : 2 | 1–3   | 2 : 0 | —     | 1 : 2 | 1 : 0 | 4 : 3 | 2 : 1 | 1 : 4 | 1 : 4 |
| Мезекевешд       | 2 : 2 | 0 : 2 | 0 : 0 | 0 : 1 | 2 : 1 | 1 : 2 | —     | 3 : 2 | 0 : 0 | 2 : 4 | 3 : 3 | 0 : 2 |
| Пакш             | 1 : 0 | 1 : 1 | 2 : 1 | 0 : 2 | 2 : 0 | 2 : 2 | 1 : 1 | —     | 3 : 1 | 2 : 2 | 3 : 1 | 1 : 4 |
| Пушкаш aкадемија | 2 : 1 | 0 : 0 | 1 : 0 | 1 : 1 | 1 : 3 | 0 : 2 | 1 : 0 | 1 : 2 | —     | 2 : 1 | 0 : 0 | 1 : 3 |
| Ујпешт           | 2 : 2 | 1 : 1 | 1 : 1 | 2 : 2 | 1 : 0 | 2 : 1 | 2 : 3 | 0 : 0 | 1 : 3 | —     | 1 : 0 | 2 : 2 |
| Вашаш            | 1 : 2 | 1 : 5 | 0 : 2 | 0 : 2 | 1 : 0 | 2 : 1 | 1 : 1 | 3 : 1 | 2 : 0 | 0 : 1 | —     | 3 : 1 |
| Видеотон         | 1 : 1 | 1 : 0 | 4 : 1 | 3 : 1 | 3 : 1 | 1 : 1 | 4 : 0 | 2 : 0 | 2 : 0 | 2 : 2 | 2 : 1 | —     |

### Резултати од 23. до 33. кола
| Домаћин \ Гост   | BAL   | DEB   | DIÓ   | FER   | SZO   | HON   | MEZ   | PAK   | PUS   | ÚJP   | VAS   | VID   |
| ---------------- | ----- | ----- | ----- | ----- | ----- | ----- | ----- | ----- | ----- | ----- | ----- | ----- |
| Балмазујварош    | —     | 4 : 0 | 2 : 1 | 3 : 3 | —     | —     | —     | —     | —     | 1 : 1 | 1 : 1 | —     |
| Дебрецин         | —     | —     | 2 : 1 | 1 : 1 | —     | —     | 2 : 3 | —     | 1 : 1 | —     | 2 : 3 | —     |
| Диошђер          | —     | —     | —     | —     | —     | 1 : 1 | 0 : 1 | 1 : 0 | 0 : 1 | —     | —     | 2 : 1 |
| Ференцварош      | —     | —     | 4 : 0 | —     | 2 : 1 | —     | 3 : 0 | 2 : 2 | 3 : 1 | —     | 1 : 1 | —     |
| Халадаш          | 0 : 0 | 1 : 1 | —     | —     | —     | —     | 1 : 0 | —     | 3 : 2 | 1 : 1 | —     | —     |
| Хонвед           | 2 : 0 | 1 : 3 | —     | 1–1   | 2 : 1 | —     | —     | —     | —     | 0 : 0 | 3 : 1 | —     |
| Мезекевешд       | 1 : 0 | —     | —     | —     | —     | 1 : 2 | —     | 2 : 3 | —     | 0 : 1 | —     | 0 : 0 |
| Пакш             | 0 : 1 | 2 : 5 | —     | —     | 1 : 2 | 1 : 2 | —     | —     | —     | 0 : 0 | —     | 1 : 0 |
| Пушкаш aкадемија | 3 : 1 | —     | —     | —     | —     | 1 : 1 | 1 : 2 | 1 : 0 | —     | —     | —     | 0 : 0 |
| Ујпешт           | —     | 2 : 1 | 1 : 0 | 0 : 0 | —     | —     | —     | —     | 0 : 1 | —     | 4 : 2 | —     |
| Вашаш            | —     | —     | 1 : 1 | —     | 1 : 0 | —     | 0 : 0 | 0 : 1 | 1 : 2 | —     | —     | 0 : 3 |
| Видеотон         | 1 : 0 | 1 : 0 | —     | 0 : 0 | 3 : 0 | 2 : 0 | —     | —     | —     | 3 : 0 | —     | —     |

## Статистика

### Најбољи стрелци
| позиција | играч           | клуб             | голова |
| -------- | --------------- | ---------------- | ------ |
| 1        | Давид Ланзафаме | Хонвед           | 18     |
| 2        | Шома Новотни    | Ујпешт           | 17     |
| 2        | Роланд Варга    | Ференцварош      | 17     |
| 4        | Мартон Епел     | Хонвед           | 14     |
| 4        | Данко Лазовић   | Видеотон         | 14     |
| 6        | Данијел Беде    | Ференцварош      | 13     |
| 7        | Харис Табаковић | Дебрецин         | 12     |
| 8        | Јосип Кнежевић  | Пушкаш академија | 11     |
| 9        | Марк Коста      | Мезекевешд       | 10     |
| 9        | Јозеп Пантсил   | Дуиошђер         | 10     |
| 9        | Марко Шћеповић  | Видеотон         | 10     |

Ажурирано 3. јуна 2018.

## Тимови
МТК и Ђирмот су 2016/17. сезону завршили на два последња места па су тиме пребачени у другу националну лигу НБ II. Ова два упражњена места су попуњена са прваком друге лиге НБ II Пушкаш академијом и другопласираним Балмазујварошем